# Lakatjärnen (Borgsjö socken, Medelpad)
Lakatjärnen är en sjö i Ånge kommun i Medelpad och ingår i Ljungans huvudavrinningsområde. Sjön har en area på 0,144 kvadratkilometer och ligger 382,1 meter över havet. Sjön avvattnas av vattendraget Stumån.

## Delavrinningsområde
Lakatjärnen ingår i det delavrinningsområde (695102-151329) som SMHI kallar för Utloppet av Lakatjärnen. Medelhöjden är 399 meter över havet och ytan är 1,16 kvadratkilometer. Det finns inga avrinningsområden uppströms utan avrinningsområdet är högsta punkten. Stumån som avvattnar avrinningsområdet har biflödesordning 3, vilket innebär att vattnet flödar genom totalt 3 vattendrag innan det når havet efter 109 kilometer. Avrinningsområdet består mestadels av skog (87 procent). Avrinningsområdet har 0,15 kvadratkilometer vattenytor vilket ger det en sjöprocent på 12,7 procent.